# O Rico e Lázaro
O Rico e Lázaro é uma telenovela brasileira produzida pela Record e pela Casablanca, exibida entre 13 de março a 20 de novembro de 2017 em 181 capítulos, substituindo A Terra Prometida e sendo substituída por Apocalipse. Escrita por Paula Richard com a colaboração de Camilo Pellegrini, Cristianne Fridman, Joaquim Assis, Rodrigo Ribeiro e Vânia Matos, pesquisa de Irene Bosisio, consultoria histórica de Marcella Castor Polidoro, Márcio Sant'anna e Mauricio Santos e direção de Edgard Miranda, Régis Faria, Hamsa Wood, Ajax Camacho e Rogério Passos, com a direção geral de Edgard Miranda. Teve um orçamento de 800 mil reais por capítulo, quatro vezes maior que o destinado às "novelas das nove" da Globo.
Foi inspirada na Parábola do Rico e Lázaro, no Livro de Jeremias, no Livro de Daniel, no Livro de Ezequiel; além de trechos de Cânticos dos Cânticos, Salmos, II Reis, Livro de Isaías, Livro de Esdras e Evangelho de Mateus.
Contou com as atuações de  Dudu Azevedo, Milena Toscano, Igor Rickli, Christine Fernandes, Ângelo Paes Leme, Heitor Martinez, Adriana Garambone e Lucinha Lins nos papéis principais.

## Antecedentes e contexto

### "Novelas das oito" anteriores
Ainda em 2005, com a contratação do dramaturgo Lauro César Muniz, a Record anunciou seus planos de passar a ter, em sua programação, dois horários distintos destinados à exibição de telenovelas. A emissora já possuía, à época, o "RecNov", um estúdio localizado no Rio de Janeiro destinado à produção de sua teledramaturgia, de forma similar ao que a Globo já fazia nos estúdios "Projac". A estrutura, entretanto, ainda não estava totalmente definida, e as filmagens de Prova de Amor a ocupavam integralmente. Uma vez que as obras de ampliação não iriam estar concluídas em tempo hábil para o início das filmagens de Cidadão Brasileiro, a telenovela escrita por Muniz, outros locais foram utilizados pela emissora como cenário. Em março do ano seguinte, Cidadão Brasileiro começou a ser exibida nesse segundo horário. A telenovela foi exibida, em seu mês de estreia, às 20h 30min, mas sofreria nos meses seguintes uma série de mudanças em seu horário até regularizar-se às 22h 00. Esse horário foi seguido pela produção que a sucedeu, Vidas Opostas, enquanto o horário "das oito" seria posteriormente ocupado por Luz do Sol, que começou a ser exibida em 21 de março de 2007.
Entre 2006 e 2009, sucedendo à Cidadão Brasileiro, cinco telenovelas estrearam no horário de 20h30 e em novembro de 2009 a emissora anunciou que já tinha capacidade de realizar até seis produções ao mesmo tempo, reforçando o projeto de implementar não apenas dois, mas três horários destinados à exibição de telenovelas, algo que vinha sendo cogitado desde 2005, quando Margareth Boury foi anunciada como a autora de uma produção com temática juvenil até então denominada "E aí?", que seria exibida à tarde, mas que acabou não sendo produzida. Boury escreveria, em 2006, Alta Estação, telenovela que inauguraria um terceiro horário distinto destinado à exibição de produções do gênero. Embora bem recebida pela crítica, a telenovela não alcançou índices de audiência considerados satisfatórios pela emissora, não conseguindo se consolidar como a segunda maior audiência do horário - o que levou ao seu cancelamento em maio do ano seguinte, pouco antes do término de sua primeira temporada e com os roteiros da segunda já sendo produzidos. O site "NaTelinha", do portal de notícias UOL, chegaria a mencionar que tal cancelamento representaria uma decisão "precipitada" e "lamentável", colocando "um ponto final na terceira faixa de novelas, projeto audacioso da Record que dificilmente terá continuidade".
Desde então, a emissora não conseguiria exibir, simultaneamente, três telenovelas inéditas. Entre 2007 e 2010, apenas dois horários da programação da emissora foram destinados à exibição de telenovelas. Bela, a Feia, telenovela baseada em La fea más bella, inicialmente representaria um retorno ao terceiro horário de telenovelas, mas atrasos na sua produção fizeram com que fosse reposicionada na programação. Uma segunda coprodução México-Brasil entraria no lugar de Bela, a Feia, mas, em janeiro de 2010, o jornalista José Armando Vannucci noticiou que a Record não apenas não conseguiria exibir três telenovelas ao mesmo tempo, como abandonaria o segundo horário destinado ao gênero, deixando para exibir, no mínimo por todo o primeiro semestre de 2010, apenas uma telenovela: Ribeirão do Tempo. Em janeiro de 2010, a emissora emitiu um "Comunicado à Imprensa" anunciando que, com o término de Poder Paralelo, não iria mais exibir uma telenovela no horário das 22h, com Ribeirão do Tempo substituindo Bela, a Feia, mas que ainda no primeiro semestre exibiria uma nova produção, no horário das 19h.
Rebelde foi a novela em questão a reinaugurar o segundo horário de novelas da Record na época, porém sua estreia só ocorreu em 21 de março de 2011. A partir de 11 de julho de 2011, a emissora anunciou que começaria a exibir Rebelde às 20h30. A novela que chegou a ser sucesso foi perdendo audiência em sua segunda temporada e em 12 de outubro de 2012, saiu do ar antes do previsto e consequente acabou-se o segundo horário de telenovelas da emissora. Com o fim de Rebelde restou a Record na época o seu único horário às 22h30 em que estava sendo exibida a telenovela Balacobaco e posteriormente foi exibida Dona Xepa e o começo de Pecado Mortal. Com a baixa audiência Pecado Mortal, a telenovela em 3 de fevereiro de 2014 foi transferida para às 21h15. Enfrentando o principal horário de telenovelas da Globo nem ela e nem sua sucessora Vitória foram bem e para a telenovela Os Dez Mandamentos ficou decidido que o melhor horário para ela seria exibi-la às 20h30.

### Popularização da teledramaturgia épica
O Rico e Lázaro é classificada como parte da "teledramaturgia bíblica", um gênero específico fortemente associado à Rede Record. Embora criticada por sua produção deficiente, em especial pelas barbas postiças utilizadas pelos atores, a primeira produção alcançou índices satisfatórios de audiência, e levou a emissora a continuar a investir no gênero. Assim, seguiram-se as minisséries Sansão e Dalila, Rei Davi, José do Egito e Milagres de Jesus. Cada produção possuía mais capítulos que a anterior, e, conforme se mostravam bem-sucedidas, maiores eram os investimentos feitos pela emissora. Em 2011, Sansão e Dalila teve 18 episódios produzidos ao custo anunciado de 12 milhões de reais, e seguiu a produção de Rei Davi no ano seguintes. Os resultados de Rei Davi levaram a emissora a investir 28 milhões de reais para produzir os 24 capítulos de José do Egito. Ao ser exibida em 2013, entretanto, a minissérie teria sido reeditada de forma a ter 37 capítulos.
Embora fosse menos bem-sucedida junto ao público que Rei Davi, os resultados obtidos por José do Egito foram considerados suficientemente satisfatórios pela emissora para assegurar novas produções do gênero. As chamadas "produções bíblicas", segundo Keila Jimenez, da Folha de S.Paulo, podiam inclusive substituir a produção de telenovelas convencionais: "Responsáveis pelas maiores audiências da emissora nos últimos anos, as minisséries bíblicas estão cada vez mais extensas, com mais capítulos, e (...) há quem aposte que essas produções bíblicas podem acabar tomando de vez o lugar das novelas convencionais na Record, uma vez que as últimas apostas do gênero (...) não vêm correspondendo em audiência". A partir de 2014 a emissora exibiria Milagres de Jesus, uma produção elogiada pela crítica, mas incapaz de alcançar de forma bem-sucedida o público. Após a exibição da primeira temporada, a emissora anunciaria a produção de novos episódios para o ano seguinte, bem como a de uma telenovela intitulada Os Dez Mandamentos.

### Consolidação do horário
Os Dez Mandamentos consolidou o horário de "novela das oito" da emissora. Com a novela, a emissora bateu um recorde de audiência ao ultrapassar pela primeira vez em 40 anos a principal novela da Globo. Com o sucesso da novela, a Record decidiu em outubro de 2015 que o horário das 20h30 seria apenas dedicado às produções bíblicas e anunciou para 2016 a estreia de uma nova novela bíblica, A Terra Prometida; enquanto isso, o horário passaria a ser ocupado pela reprise da minissérie Rei Davi e, em seguida, vieram em sequência as reprises de José do Egito e Sansão e Dalila.
A parte introdutória de A Terra Prometida, que conta a história dos 40 anos pelo deserto, acabou desmembrada, formando uma nova temporada de Os Dez Mandamentos chamada Os Dez Mandamentos – Nova Temporada e que foi exibida de 4 de abril a 4 de julho de 2016. Em seguida inicia-se A Terra Prometida, que narra a história do povo hebreu já sob o comando de Josué; ele tem a missão de comandar as doze tribos de Israel na conquista de Canaã, a Terra Prometida.
Dando sequência às novelas bíblicas, foi anunciado em março de 2016 para ser exibida em 2017 como substituta de A Terra Prometida a telenovela O Rico e Lázaro e a posterior Apocalipse.

## Enredo
Após o governo de vários reis que se afastaram de Deus, Jerusalém encontra-se mergulhada na idolatria. O Povo de Deus está prestes a perder tudo que Moisés e Josué conquistaram. A grande amizade de Zac (Igor Rickli) e Asher (Dudu Azevedo) é abalada pelo amor que ambos sentem pela companheira de infância, Joana (Milena Toscano). Ao contrário deles, ela acredita nas profecias de Jeremias (Vitor Hugo) e empenha-se para que o povo hebreu se volte novamente para Deus. Nabucodonosor II (Heitor Martinez) invade Jerusalém, destrói o Templo de Salomão, e ataca a cidade de Judá, dando início ao Cativeiro da Babilônia, em que milhares de hebreus são escravizados, inclusive a Rainha Neusta (Vera Zimmermann) e o Príncipe Joaquim (Osmar Silveira), quando o Rei é morto e os dois são levados como troféus. Esse cativeiro se estenderá por setenta anos. É no fascinante mundo antigo que segue o curso da vida de Asher e Zac. É onde tomarão decisões, arcando com as consequências de seus atos. O profeta Ezequiel (Licurgo) cruza o caminho de Asher, Zac e Joana quando os hebreus são escravizados por Nabucodonosor II.
Asher, Joana e Zac são amigos de infância com vivências muito diferentes – Asher é pobre, Joana é órfã e pobre, já o Zac faz parte de uma família grande e rica. Não tarda para a vida colocá-los em caminhos opostos: Joana é adotada por Ravina (Marcos Breda) e Ilana (Cláudia Mauro), se tornando irmã de Dana (Graziella Schmitt), Rebeca (Bruna Pazinato) e Matias (Fernando Sampaio), enquanto Asher descobre que seu falecido pai deixou uma divida com a família de Zac, sendo obrigado à se tornar escravo deles por sete anos para pagá-los em serviços. Além disso, Asher e Joana ficam noivos, o que revolta Zac, que a desejava também, fazendo com que a amizade entre os dois rapazes seja rompida e uma rivalidade instaurada. Após sete anos, Asher está perto de reconquistar sua liberdade e poder se casar com Joana, mas tem que lidar com o retorno de Zac, que havia se mudado há anos e voltou mais rico e disposto a tudo para ficar com a mulher que ama, passando a humilhar e sabotar o ex-amigo, inclusive mentir para ela que Asher morreu na guerra.
Zac é filho de Elga (Denise Del Vecchio) e Chaim (Henri Pagnoncelli), um homem autoritário e violento, que trata os filhos com pulso-de-ferro e mantém um caso com a ardilosa vidente Shag-Shag (Cássia Linhares). Eles também são pais de Absalom (Roger Gobeth), rapaz que aprendeu a ser frio e raivoso com o pai, mas que se abre ao amor ao conhecer Dana, contrariando o patriarca; Rabe-Sáris (Gustavo Leão), que sonha em se tornar soldado e aceita cometer atrocidades para isso; Nicolau (Raphael Montagner), moço submisso e tímido, que é alvo constante das humilhações do pai; além de Tamir (Anderson Müller) e Shamir (Renato Rabello), que vivem uma cômica relação de rivalidade nos negócios e se casaram com as gêmeas Talita (Michelle Batista) e Samira (Giselle Batista), respectivamente, que mais atrapalham do que ajudam ao tentar alavancar o comércio dos dois. Quem cuida mesmo da família é a governanta Zelfa (Lucinha Lins), uma segunda mãe para os seis rapazes e que cuida de Asher como se fosse seu próprio filho.
A sacerdotisa Sammu-Ramat (Christine Fernandes) e o comandante Nebuzaradã (Ângelo Paes Leme) são um casal inescrupuloso e que galgaram uma posição de destaque na nobreza, capazes de tudo para conquistar mais poder. Eles são braços-direitos do rei Nabucodonosor II (Heitor Martinez) e da rainha Amitis (Adriana Garambone), governantes rígidos e que fizeram da Babilônia a cidade mais rica do mundo colocando os interesses políticos acima de qualquer vida. Nabucodonosor II e Amitis são pais de Evil-Merodaque (Kayky Brito) e Nitócris (Sthefany Brito) – ele um rapaz de bom coração e que odeia violência, mas visto como fraco e submisso pela família e pela noiva, Shamiran (Gabriela Moreyra); ela uma moça ambiciosa e capaz de dar fim ao próprio irmão para se tornar a sucessora ao trono, sendo castradora como marido, Nabonido (Augusto Garcia) – além de Kassaia (Pérola Faria), moça ingênua que é seduzida por Nebuzaradã à mando de Sammu-Ramat e se casa com ele sem saber do romance dos dois, sendo parte do plano do casal para chegar ao trono.
O profeta Daniel (Gabriel Gracindo), também cativo na Babilônia, interpreta o sonho de Nabucodonor II, que os sábios do palácio não estavam conseguindo interpretar, e é nomeado governador da Babilônia. Daniel vira amigo e conselheiro de Asher e Evil-Merodaque, e se torna alvo de Sammu-Ramat e Nebuzaradã ao tentar alertar a família real das armações que eles tem sofrido internamente e encontra o amor nos braços de Lia (Tammy di Calafiori). A rainha Neusta, mesmo cativa e sem poder, se mostra fria ao recusar deixar o filho se casar com a plebeia Edissa (Robertha Portella).

## Elenco
| Intérprete          | Personagens                           |
| ------------------- | ------------------------------------- |
| Dudu Azevedo        | Asher / Lázaro                        |
| Milena Toscano      | Joana                                 |
| Igor Rickli         | Zac                                   |
| Gabriel Gracindo    | Daniel                                |
| Heitor Martinez     | Nabucodonosor II, Rei da Babilônia    |
| Adriana Garambone   | Amitis, Rainha da Babilônia           |
| Christine Fernandes | Sammu-Ramat                           |
| Sthefany Brito      | Nitócris, Princesa da Babilônia       |
| Ângelo Paes Leme    | Nebuzaradã                            |
| Henri Pagnoncelli   | Chaim                                 |
| Denise Del Vecchio  | Elga                                  |
| Lucinha Lins        | Zelfa                                 |
| Zé Carlos Machado   | Fassur                                |
| Kayky Brito         | Evil-Merodaque, Príncipe da Babilônia |
| Gabriela Moreyra    | Shamiran, Princesa de Nínive          |
| Pérola Faria        | Kassaia, Princesa da Babilônia        |
| Tammy Di Calafiori  | Lia                                   |
| Cássio Scapin       | Beroso                                |
| Roger Gobeth        | Absalom                               |
| Graziella Schmitt   | Dana                                  |
| Gustavo Leão        | Rabe-Sáris                            |
| Cássia Linhares     | Shag-Shag                             |
| Marcos Breda        | Ravina                                |
| Cláudia Mauro       | Ilana                                 |
| Paulo Figueiredo    | Zadoque                               |
| Augusto Garcia      | Nabonido, Rei da Babilônia            |
| Osmar Silveira      | Joaquim, Rei de Judá                  |
| Vera Zimmermann     | Neusta, Rainha-Mãe de Judá            |
| Robertha Portella   | Edissa                                |
| Giselle Batista     | Samira                                |
| Anderson Müller     | Tamir                                 |
| Michelle Batista    | Talita                                |
| Felipe Cardoso      | Arioque                               |
| Gustavo Rodrigues   | Ananias / Sadraque                    |
| Sacha Bali          | Misael / Mesaque                      |
| Nikolas Antunes     | Azarias / Abdenego                    |
| Rafael Almeida      | Hurzabum                              |
| Eduardo Melo        | Lior                                  |
| Mariza Marchetti    | Malca                                 |
| Fernando Sampaio    | Matias                                |
| Aisha Jambo         | Gadise                                |
| André Luiz Miranda  | Ebede-Meleque                         |
| Marcelo Arnal       | Belsazar, Príncipe da Babilônia       |
| Raphael Montagner   | Nicolau                               |
| Licurgo             | Ezequiel                              |
| Saulo Meneghetti    | Oziel                                 |
| Tião D'Ávila        | Aliatis                               |
| César Pezzuoli      | Zabaia                                |
| João Velho          | Madai                                 |
| Ricardo Martins     | Larsa                                 |

### Participações especiais
| Intérprete          | Personagem                      |
| ------------------- | ------------------------------- |
| Paulo Gorgulho      | Abraão                          |
| Leonardo Medeiros   | Jeoaquim, Rei de Judá           |
| Vitor Hugo          | Jeremias                        |
| Rafael Gevú         | Asher (jovem)                   |
| Maitê Padilha       | Joana (jovem)                   |
| Júlia Maggessi      | Sammu-Ramat (jovem)             |
| Débora Ozório       | Nitócris (jovem)                |
| Luisa González      | Kassaia (jovem)                 |
| Matheus Costa       | Nabonido (jovem)                |
| Kevin Vechiatto     | Nicolau (jovem)                 |
| Lívia Inhudes       | Dana (jovem)                    |
| Letícia Pedro       | Rebeca (jovem)                  |
| Guilherme Seta      | Hurzabum (jovem)                |
| Théo Salomão        | Benjamin                        |
| Jandir Ferrari      | Matanias/Zedequias, Rei de Judá |
| Jorge Pontual       | Hananias                        |
| Ronny Kriwat        | Gedalias                        |
| Perfeito Fortuna    | Aicão                           |
| Thogun Teixeira     | Sargão, Rei de Nínive           |
| Paulo Leal          | Rafael                          |
| Ed Oliveira         | Rato                            |
| Guilherme Lopes     | Baruque                         |
| Dedina Bernardelli  | Dinah                           |
| Ernesto Piccolo     | Uriel                           |
| Gustavo Falcão      | Efraim                          |
| Edson Fieschi       | Irom, Rei de Tiro               |
| Vittória Seixas     | Ainoã                           |
| Sâmia Abreu         | Ainoã                           |
| André Luiz Frambach | Labash-Marduk                   |
| Jitman Vibranovski  | Pedinte                         |

## Orçamento
O Rico e Lázaro teve um orçamento de 800 mil reais por capítulo, valor 4 vezes superior ao apresentado pela novela A Força do Querer, líder de audiência no horário.

## Exibição
Foi reprisada de 13 de agosto de 2019 a 13 de abril de 2020, em 173 capítulos, substituindo a telenovela inédita Jezabel e sendo substituída pela primeira reprise de Jesus. Inicialmente era exibida às 20h30, mas, a partir de 2 de dezembro de 2019 foi transferida para às 21h30.
Está sendo reprisada pela segunda vez desde 14 de outubro de 2024, substituindo a sua sucessora original Apocalipse às 15h30.

## Repercussão

### Audiência

#### Exibição original
O Rico e Lázaro substituiu a novela A Terra Prometida, que sustentava 16 pontos de média semanal. Em seu primeiro capítulo, exibido no dia 13 de março, teve média de 15 pontos na Grande São Paulo, estreando na vice-liderança isolada contra 10 pontos do SBT, que exibia a novela Carinha de Anjo no horário. No Rio de Janeiro a estreia registrou 17 pontos, contra 34 pontos da Rede Globo e 8 pontos do SBT. Em algumas praças a novela também estreou com boa audiência e na vice-liderança. Em Salvador a novela cravou 15,2 pontos; em Goiânia a novela cravou 20 pontos; em Belo Horizonte chegou a 15 pontos; e em Recife a novela marcou 15,3 pontos. Em seu segundo capítulo, a novela cravou 13 pontos tendo uma queda de 2 pontos em relação ao primeiro capítulo.
Apesar de receber grande investimento financeiro e ocupar a faixa horária de maior audiência na emissora, O Rico e Lázaro passou a perder audiência logo após seus primeiros capítulos. Em sua primeira semana, teve média de 13 pontos. Na segunda semana, sua audiência caiu para 12 pontos. Mesmo apresentando audiência decrescente, a produção mantinha-se como vice-líder, pois suas principais concorrentes, as novelas Carinha de Anjo e Chiquititas, do SBT, permaneciam com audiência estável: 10 pontos de média. No entanto, em 26 de abril, O Rico e Lázaro marcou apenas 10,3 pontos de média e foi derrotada por Carinha de Anjo, que fechou com 10,8 pontos. Naquela semana, Rico e Lázaro obteve 10 pontos de média. Nas semanas seguintes, a audiência semanal permaneceu em 10 pontos e a atração sofreu sucessivas derrotas para suas concorrentes, que permaneciam com audiência estável.
Já no dia 12 de julho a novela chegou a 12 pontos com picos de 14 pontos e share de 16%, garantindo assim o segundo lugar contra o SBT, que registrou 10 pontos no horário, mas no Rio de Janeiro o desempenho foi ainda melhor; a novela chegou a 15 pontos com picos de 18 pontos e share de 21%, sendo esse seu melhor índice na cidade desde a estreia.
Porém, no dia 18 de outubro a produção alcançou sua pior audiência desde a estreia, marcando apenas 7,6 pontos de média. Na mesma faixa horária, a Rede Globo liderou com 39,2 pontos e o SBT ficou na vice-liderança com 9,3 pontos. Até então, seus piores índices haviam sido registrados no dia 30 de março, quando cravou 8,8 pontos, e nos dias 31 de março e 13 de outubro, quando cravou 8,1 pontos.
Em entrevista concedida em 9 de novembro ao portal PurePeople, a autora Paula Richard atribuiu a queda de audiência em sua novela à saída dos canais da Simba de algumas provedoras de TV por assinatura, o que, segundo ela, "trouxe vantagens ao SBT". No entanto, o SBT, que também faz parte da Simba, manteve sua audiência estável. E outras novelas da própria RecordTV, como A Escrava Isaura, viram sua audiência triplicar no mesmo período.
Por fim, em seu último capítulo exibido em 20 de novembro, O Rico e Lázaro marcou apenas 12,1 pontos de média, perdendo assim mais uma vez para a novela infantil Carinha de Anjo que fechou com 12,2 pontos. Contudo, na média geral do horário em que foi exibida, ficou na vice-liderança pois venceu a reapresentação do remake Chiquititas, que marcou 10,2 pontos. Na mesma faixa horária, a Rede Globo liderou com 27,9 pontos. O Rico e Lázaro teve média geral de 10 pontos, se tornando a menor audiência desta faixa horária de novelas desde a reabertura do horário em 2015.

#### Primeira reprise
Em seu primeiro capítulo registrou apenas 7 pontos de média ficando em terceiro lugar, segundo dados consolidados do Kantar IBOPE Media referentes à Grande São Paulo. Com o passar dos capítulos, os índices foram caindo, fechando a primeira semana com 6,9 pontos, representando uma queda de 25% da faixa, com relação a antecessora Jezabel que havia terminado como a pior audiência da história das novelas bíblicas da Record. Com 40 capítulos exibidos até o dia 8 de outubro, a novela obteve média parcial de 6,4 pontos. O SBT, com suas novelas infantojuvenis, registrou quase o dobro, 11 pontos.
Sua maior audiência foi de 9,5 pontos em 4 de dezembro de 2019. O último capítulo registrou 8,4 pontos. Teve média geral de 6,5 pontos, apresentando desempenho mediano.

#### Segunda reprise
Reestreou com 5,1 pontos. O segundo capítulo registrou 5,4 pontos. Em 20 de outubro registrou 5,8 pontos.

## Controvérsias

#### Problemas na produção
O Rico e Lázaro enfrentou dificuldades técnicas durante seu processo de gravação. Diversos problemas, desde esgotamento físico e nervoso de colaboradores, desmaios e até ataques por enxames de abelhas foram relatados. Em fevereiro, devido ao defeito de um aparelho de ar condicionado, um figurante desmaiou de calor, levando vários colaboradores à indignação. No dia 10 de março, um funcionário entrou desesperado em um estúdio com o corpo coberto por abelhas. Já em 14 de março, um dublê se queimou e foi levado às pressas até um hospital.
Algumas semanas depois, a produtora determinou data para finalização das gravações, visando liberar seus estúdios para produção e gravação da novela Apocalipse. A equipe de O Rico e Lázaro iniciou então uma maratona de gravações que se estendia de domingo a domingo, levando alguns atores ao esgotamento físico e nervoso. O ator Ângelo Paes Leme, intérprete de Nebuzaradã, ficou doente e se ausentou das gravações em 11 de abril, alterando a sinopse original da telenovela. Em julho, devido a uma crise de estresse, a atriz Tammy Di Calafiori abandonou as gravações após exclamar "desculpe, gente, eu não aguento mais". Ao fim do mesmo mês, com o término das gravações, a atriz Milena Toscano, protagonista da novela, decidiu não renovar seu contrato, encerrando assim sua breve passagem pela emissora.

#### A dificuldade da autora em coordenar seus personagens
A trama de O Rico e Lázaro foi escrita e idealizada por Paula Richard, roteirista auxiliar que teve na produção sua primeira experiência como autora. Para dar vida à sua novela, Paula decidiu criar um número recorde de personagens, que foram interpretados por 97 atores.
Em entrevista ao portal UOL, Paula confessou desconhecer o relato bíblico e sua cronologia, mas justificou-se dizendo que para escrever a novela recorria à informação de consultores. Ainda assim, durante coletiva de imprensa, Paula assegurou aos jornalistas que, já na estreia, a produção contaria com mais de 100 capítulos escritos. Também descartou qualquer correção futura no roteiro, afirmando que, no segundo mês de exibição, a novela estaria "totalmente escrita".
No entanto, mesmo passando-se em um período com grandes ocorrências bíblicas e históricas, a trama surpreendeu ao eleger como argumento central um mero triângulo amoroso entre os personagens fictícios Asher, Zac e Joana, levando parte do público à aversão aos protagonistas, em especial à personagem da atriz Milena Toscano, que frequentemente era chamada de "chata" nas redes sociais. Já outros personagens chamaram a atenção por sua relação singular com o tempo. O casal Absalom e Dana teve sua juventude intocada, mesmo após uma passagem de tempo de 37 anos.
Ao término de seus 181 capítulos, O Rico e Lázaro perdeu 34,8% do público que havia na faixa horária antes de iniciar sua exibição. Para o colunista do jornal Folha de S.Paulo Nilson Xavier, a falta de um argumento central sólido, associado a deficiências no enredo, explicam a baixa audiência da novela: "...pequenos acontecimentos tentam em vão esquentar a trama da novela: a luta entre Asher e outro escravo, Dalila julgada por ter invadido sonâmbula o quarto de Nabucodonosor, a prisão de Shag-Shag. A novela se vale de seu elenco numeroso para rechear os capítulos e assim disfarçar o marasmo...".

#### Deficiências no enredo
Durante o período em que esteve no ar, O Rico e Lázaro recebeu diversas críticas devido à forma que retratou a passagem bíblica.  Entre os erros apontados estavam a atribuição de casamento e paternidade a eunucos, condenação por bruxaria em sociedade politeísta, além de palavras pronunciadas incorretamente.
Em meio ao enredo, os personagens que retrataram Daniel, Hananias, Misael e Azarias chamaram peculiar atenção. Segundo o relato bíblico, estes personagens foram jovens príncipes da corte judaica levados como prisioneiros de guerra pelas tropas do Império Babilônico, em meio à rebelião para a independência de Judá. Mediante o sítio a Jerusalém e o esmagamento do motim, tortuosas punições foram impostas aos líderes da rebelião e a suas famílias. Assim, de acordo com a tradição rabínica, Daniel, Hananias, Misael e Azarias foram castrados por ordens do imperador babilônico, com o objetivo de desencorajar lideranças e frustrar o sentimento de independência em meio ao povo dominado.
Porém, no enredo apresentado pela produção, após o término do conflito, os líderes da rebelião judaica foram tomados como prisioneiros de guerra e transportados para Babilônia, passando a viver como nobres no palácio imperial. Estabelecido na Babilônia, Daniel casa-se com Lia, uma jovem escrava do imperador, tendo com ela três filhos, Davi, Ainoã e Nabor. Ainda segundo o roteiro, Daniel teve seu terceiro filho através de uma cesariana feita por Misael, sem o uso de anestesia e sutura pós-operatória. Dias depois, Davi, o filho mais velho de Daniel, tenta matar Nabor, seu irmão caçula.